# Бахарєв В'ячеслав Володимирович
В'ячеслав Володимирович Бахарєв (рос. Вячеслав Владимирович Бахарев нар. 23 березня 1973, Свердловськ РРФСР) — російський футболіст, півзахисник. Грав у вищих дивізіонах Росії і України. Майстер спорту Росії.

## Життєпис
Вихованець свердловської ДЮСШ «Уралмаш». На дорослому рівні дебютував у 18-річному віці, 17 квітня 1991 року в складі «Уралмашу» в матчі Кубка СРСР проти «Екібастузця», і в цьому ж матчі забив свій перший м'яч за команду. Більшу частину першого сезону провів в аматорських змаганнях у складі фарм-клубу «Уралмашу» - «МЦОП Металурга» з Верхньої Пишми.
У вищому дивізіоні чемпіонату Росії дебютував 18 жовтня 1992 року в грі проти «Шинника», вийшовши на заміну на 78-й хвилині замість Дмитра Нежелєва. У другому своєму матчі, 10 листопада 1992 року проти «Кубані», забив свій перший м'яч у вищій лізі. У перших сезонах нечасто виходив на поле за основну команду і більше грав за дубль. У 1995 році став отримувати більше ігрового часу і провів 18 матчів за сезон. Всього у вищій лізі Росії зіграв 30 матчів і забив 1 гол.
У 1996 році покинув «Уралмаш» і протягом двох сезонів виступав за «Носту» у другому дивізіоні.
На початку 1998 року перейшов в одеський «Чорноморець». Дебютний матч за команду зіграв 9 березня 1998 року в Кубку України проти «Нафтовика» з Охтирки. У чемпіонаті країни дебютував 17 березня 1998 року в грі з «Дніпром». Усього за решту сезону зіграв в 12 матчах вищої ліги, а його команда вилетіла в першу лігу. У наступному сезоні виходив на поле в 15 матчах першої ліги і під час зимової перерви повернувся в Росію.
З 1999 року протягом п'яти сезонів виступав за «Урал» в другому і першому дивізіонах. У 2002 році став переможцем зонального турніру другого дивізіону. Завершив спортивну кар'єру в 30-річному віці. Потім продовжував виступати на аматорському рівні, в тому числі в 2009-2010 роках грав за «Урал» (Ірбіт) у другій групі чемпіонату Свердловської області.
У 2010-і роки виступає в Єкатеринбурзі в змаганнях ветеранів. Грав у матчах, присвячених 60-річчю Володимира Калашникова і проводам з великого футболу Андрія Данилова.